# قصاب‌محله (لاهیجان)

نمایی از قصاب محله

قصاب‌محله (آبشار)، روستایی از توابع بخش مرکزی شهرستان لاهیجان در استان گیلان، ایران است.

## جمعیت
این روستا در دهستان لیالستان قرار دارد و براساس سرشماری مرکز آمار ایران در سال ۱۳۸۵، جمعیت آن ۱۷ نفر (۵ خانوار) بوده‌است. طبق سرشماری جمعیت و خانوار تا سطح آبادی - ۱۳۹۰، دارای ۱۴۸ خانوار است. جمعیت این روستا ۴۱۴ نفر می‌باشد که از این تعداد ۲۰۷ نفر زن و ۲۰۷ نفر مرد می‌باشند.